# 苏村镇 (沂南县)
苏村镇，是中华人民共和国山東省临沂市沂南县下辖的一个乡镇级行政单位。

## 行政区划
苏村镇下辖以下地区：
苏村社区、宝珠社区、韩家官庄村、北于村、仕子口村、陈家庄村、瞿家庄村、夏家庄村、南良水村、贾家庄村、司马村、司马店子村、夏家小河村、牛家小河村、陈家官庄村、安泰村、长虹村、朝阳村、道口村、杜家庄村、和兴村、李家庄村、联兴村、联营村、前进村、王泉村、小河村和张良村。